# Колониальная война Португалии

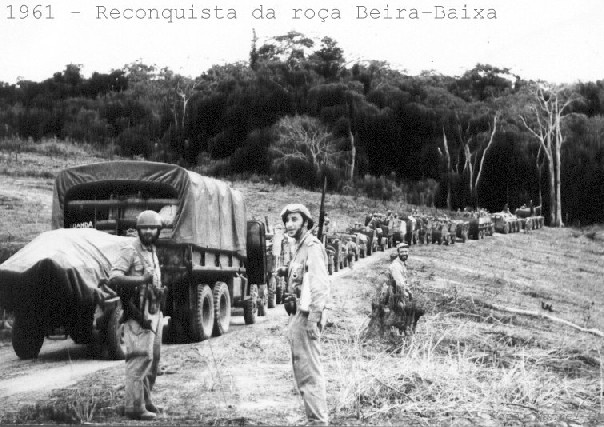
Португальская военная колонна. Мозамбик

Португалия и её африканские колонии

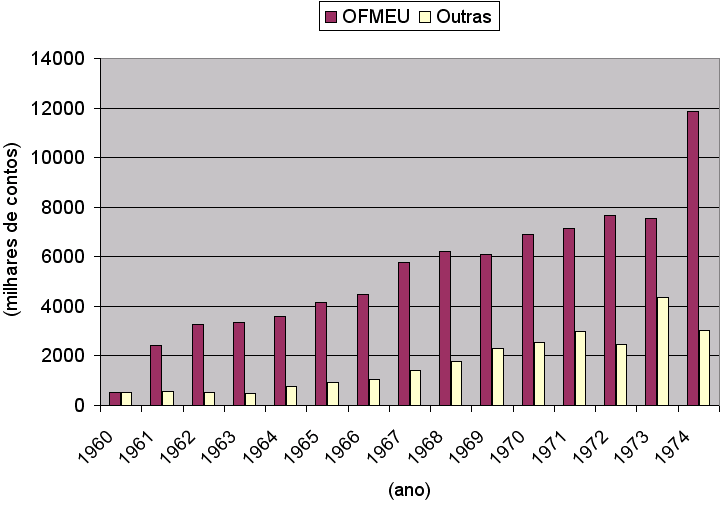
Финансовые расходы Португалии на войны

Колониальная война Португалии (порт. Guerra Colonial, Guerra do Ultramar) — общее название серии вооружённых конфликтов, вызванных национально-освободительным движением в африканских колониях Португалии в 1960—1970-х годах.

## История
Проникновение Португалии в Африку началось в XV—XVI веках. На некоторых территориях они получили торговое господство, однако завершили установление своего контроля над ними лишь в конце XIX — начале XX века. Эти территории формально считались заморскими территориями Португалии. Была провозглашена политика ассимиляции, в рамках которой португальские колонисты и местное население считались единой расой, однако фактически существовала значительная дискриминация. Местное население имело тяжёлые жизненные условия и было принуждено работать на португальцев практически в статусе рабов.
Рост национального самосознания африканских народов и ускорение процесса деколонизации в 1950-х и начале 1960-х годов привели к созданию политических объединений в колониях. Когда стало ясно, что Португалия не намерена предоставлять независимость африканским народам, эти политические объединения взяли курс на вооружённую борьбу. В 1961 году началось восстание в Анголе, в 1962 году — в Гвинее-Бисау, в 1964 году — в Мозамбике. Основными антипортугальскими силами были партии МПЛА (Ангола), ПАИГК (Гвинея-Бисау), ФРЕЛИМО (Мозамбик), однако во всех странах существовали более мелкие движения, также выступавшие против португальцев, но имевшие разногласия с лидирующими группировками. Это нередко приводило к раздору и кровопролитию внутри антипортугальского движения, принявшим наиболее жесткую форму в Анголе.
Во всех трёх странах восстания вылились в затяжные партизанские войны. Повстанцы получали моральную и военную поддержку от СССР, Китая и ряда неприсоединившихся стран, действовали с территории соседних независимых африканских стран. Португальская армия, со своей стороны, старалась запечатать границы колониальных владений и в массовом порядке проводила перегруппировку гражданского населения в «стратегические деревни» с целью усиления контроля над ним. Довольно эффективной показала себя примененная в Мозамбике в начале 70-х тактика решительных и массированных атак на повстанческие базы, однако сопряженные с этим потери принудили португальское руководство от неё отказаться. Португалия не имела достаточно сил, чтобы эффективно вести войну сразу на трёх фронтах, тем более в условиях частичной международной изоляции. Португальская армия была отвлечена от выполнения своих обязательств по договору НАТО, что вызывало неудовольствие у союзников по альянсу, а большие финансовые расходы на войны крайне негативно сказывались на условиях жизни в стране. Затянувшиеся войны и людские потери вызывали недовольство населения. Наиболее успешным было партизанское движение в Гвинее-Бисау, где партизаны в 1973 году чувствовали себя настолько уверенно, что провозгласили независимость на освобожденной территории; в современной историографической традиции считается, что в Мозамбике война закончилась «вничью», а в Анголе португальцы одержали стратегическую победу.
В апреле 1974 года группа армейских офицеров, разуверившихся в возможности победы в колониях, совершила в Португалии переворот («революция гвоздик»), после чего начался диалог с африканскими повстанцами. В 1975 году получили независимость Ангола, Мозамбик, Гвинея-Бисау, а также Острова Зелёного Мыса, Сан-Томе и Принсипи и Восточный Тимор (который практически сразу же был оккупирован Индонезией и стал фактически независимым лишь в 2002 году). После полутора десятилетий войны в Африке Португалия утратила свои африканские колонии, а вместе с ними — и статус колониальной державы.

## Вооружение и тактика

### Португалия
В 1961 году португальцы имели ВС численностью 79 000 человек: 58 000 в СВ, 8500 в ВМС и 12 500 в ВВС. Эти цифры быстро росли. К концу конфликта в 1974 году, в связи с Революцией гвоздик, общее количество военнослужащих в Вооружённых силах Португалии возросло до 217 000 человек.
До своей колониальной войны португальские военные изучали французский и британский боевой опыт в Индокитае, Алжире и Малайе. Исходя из своего анализа операций в этих театрах и учитывая их собственную ситуацию в Африке, португальцы приняли необычное решение о реформировании своих вооружённых сил в целях борьбы с иррегулярным противником. Однако для проведения реформы потребовалось семь лет и ВС приняли окончательный облик к 1968 году. К 1974 году усилия по борьбе с повстанцами были успешными на португальских территориях Западной и Восточной Африки, однако в Португальской Гвинее местные партизаны добились прогресса. По мере того, как конфликт обострялся, власти Португалии постепенно продвигали более жёсткие методы, в том числе операции «Гордиев узел» и «Зелёное море».
Когда в 1961 году разразился конфликт, португальские войска были плохо подготовлены и оснащены, чтобы отвечать на вызовы конфликта. Первые военные операции проводились с использованием радиостанций Второй мировой войны, старой 7,92-мм винтовки Mauser 98k (m/937), 9-мм пистолета-пулемёта FBP (m/948), немецкого 7,92-мм пулемёта MG 13 (m/938) и итальянского 8-мм пулемёта Breda Mod. 37 (m/938). Бо́льшая часть устаревших образцов стрелкового оружия была поставлена из Германии, произведённых главным образом до Второй мировой войны, включая австрийский 9-мм пистолет-пулемёт Steyr / Erma MP 34 (m/942). Позже Португалия приобретала оружие и военную технику преимущественно из Франции, Западной Германии, Южной Африки и, в меньшей степени, из Бельгии, Израиля и США.

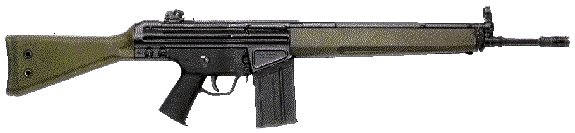
Португальская версия Heckler & Koch G3A3 использовалась как стандартная винтовка в португальских вооружённых силах. Производилась на заводе Fábrica do Braço de Prata.

Пистолеты-пулемёты использовались главным образом как оружие офицеров, унтер-офицеров, резервных и полувоенных формирований, а также сил госбезопасности и правопорядка.
Португальская армия быстро осознала насущную потребность в современной стрелковой винтовке с селективным огнём, а в 1961 году был принята на вооружение немецкая 7,62-мм винтовка Heckler & Koch G3 (Espingarda m/961) в качестве стандартного пехотного оружия для большинства своих солдат, которая производилась по лицензии на португальской фабрике Fábrica de Braço de Prata. Также выпускались автоматические винтовки FN FAL, известные как m/962; FAL был привилегированным оружием элитных коммандос, таких как касадоры специального назначения (Caçadores Especiais). В начале войны элитные воздушно-десантные подразделения касадоров-десантников (Caçadores Pára-quedistas) редко использовали m/961 (G3), предпочтя ей 7,62-мм винтовку AR-10 (изготовленный голландским производителем вооружений Artillerie Inrichtingen) в 1960 году. В те дни, когда гранатомёты стали стандартными, португальские парашютисты часто прибегали к использованию противотанковых стрелковых гранат ENERGA, для стрельбы из AR-10. Некоторые португальские модели AR-10 были оснащены модифицированными AI-ресиверами для установки телескопических прицелов 3× или 3,6×. Эти винтовки использовались стрелками, в составе небольших патрулей, чтобы уничтожать одиночные цели на длинных дистанциях на открытой местности. После того, как Нидерланды наложили эмбарго на дальнейшие продажи AR-10, парашютные батальоны касадоров вынуждены были оснащаться складной версией общевойсковой винтовки m/961 (G3), также в калибре 7,62×51 мм НАТО.
Мощная отдача и вес винтовочных патронов 7,62 НАТО в винтовках вроде m/961 (G3) накладывали ограничение на носимый боекомплект, и, как правило, негативно сказывались на точности автоматического огня. Идеально подходя для стрельбы по одиночным целям на открытой местности, 7,62×51 мм ставил португальскую пехоту в невыгодное положение при штурме зданий и при засадах в густых зарослях. В таких условиях более эффективно себя показывали различные ручные гранаты, пистолет-пулемёты и ружейные гранаты. Ружейные гранаты поставлялись испанской фирмой Instalaza, но со временем они были вытеснены португальскими Dilagrama m/65. Из ручных гранат использовались ручные гранаты М26, производимые в Португалии фирмой INDEP.
Первоначально использовался 8-мм единый пулемёт MG 42 (позднее версии под 7.62 НАТО) до 1968 года, когда стал заменяться на m/968 Metralhadora Ligeira.

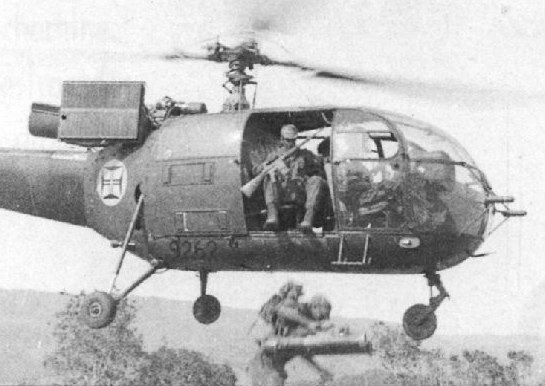
Alouette III португальских ВС высаживает десантников с AR-10 для проведения штурмовой операции в Анголе.

Для уничтожения вражеских позиций, использовались 37-мм, 60-мм и 89-мм ручные гранатомёты (Bazooka) и несколько типов безоткатных орудий. Из более тяжёлого вооружения использовался 12,7-мм крупнокалиберный пулемёт M2 Browning (m/951) и 60/81/120-мм миномёты. Гаубицы использовались лишь в некоторых операциях.
Мобильные наземные операции осуществлялись на бронеавтомобилях и разведывательных машинах. Конвои снабжения использовали как бронированный, так и небронированный транспорт. Использовались Panhard AML, Panhard EBR, Fox и (с 1970-х) Chaimite.

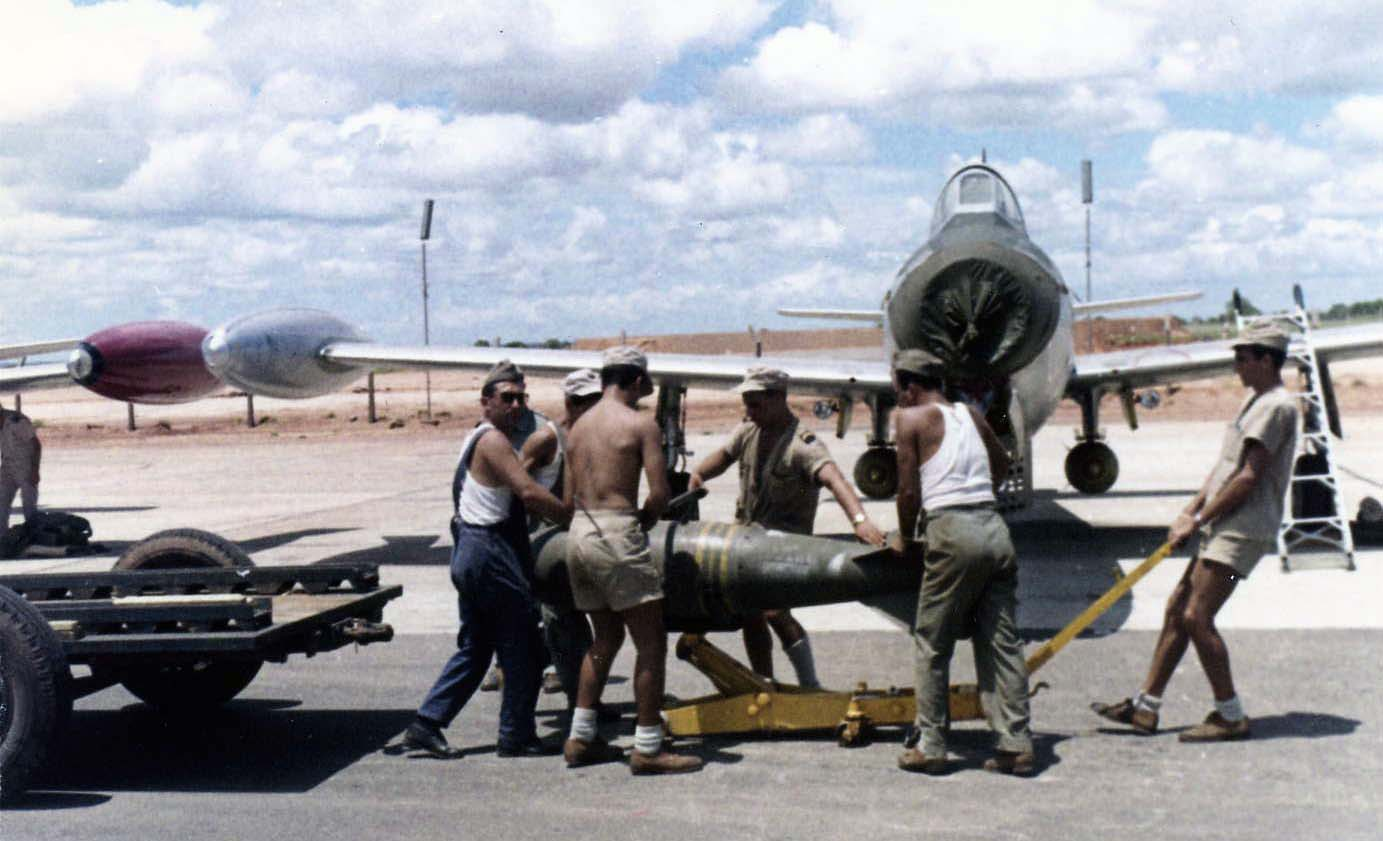
Португальский F-84 Thunderjet во время погрузки боеприпасов в 1960-х годах на авиабазе Луанда.

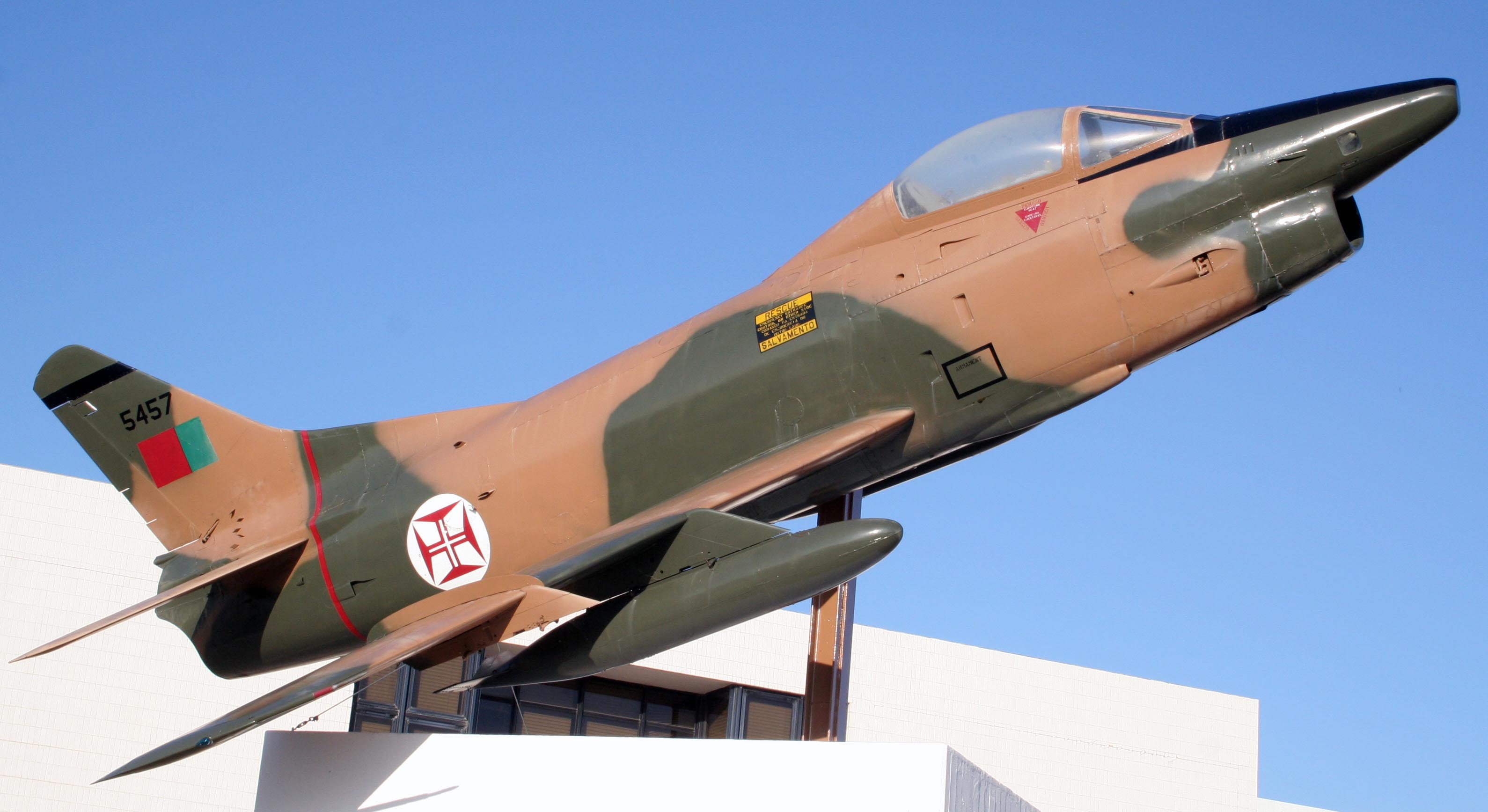
Fiat G.91

Ограниченные средства не позволяли Португалии интенсивно использовать вертолёты, поэтому они были в распоряжении коммандос и парашютистов на самых главных направлениях (golpe de mão в португальской терминологии). Большинство развёртываний осуществлялись пешком или на наземной технике (грузовики Berliet и Unimog). Вертолёты были зарезервированы для огневой поддержки или медицинской эвакуации. Наиболее массово используемыми вертолётами были Alouette III и, в меньшей степени, Puma.
Среди самолётов для авиационной поддержки использовались T-6 Texan, F-86 Sabre и Fiat G.91, а также некоторое количество штурмовиков B-26, тайно приобретённых в 1965 году. Для разведки использовался Dornier Do 27. В качестве военно-транспортной авиации Военно-воздушные силы Португалии первоначально использовали Junkers Ju 52, а затем Nord Noratlas, C-54 Skymaster и C-47 Skytrain (все эти самолеты также использовались для операциях по десантированию парашютно-десантных подразделений). С 1965 года Португалия начала приобретать Fiat G.91 для развёртывания на своих африканских заморских территориях в Мозамбике, Гвинее и Анголе. Первые 40 единиц G.91 были подержанными самолетами Luftwaffe, которые изначально были произведены для Греции и отличались от остальной части люфтваффовских G.91, что было достаточным для создания проблем с обслуживанием. Самолёт заменил устаревший F-86 Sabre.
Португальский флот (особенно морские пехотинцы, известные как фузильеры (Fuzileiros)) широко использовали патрульные катера, десантные суда и надувные лодки производства Zodiac. Они работали наиболее активно в Гвинее, а также на небольших реках в Анголе и Мозамбике. Укомплектованные стандартными или разборными винтовками m/961, гранатами и другим вооружением, они использовали небольшие лодки или патрульные корабли для облав на партизанские позиции. Стремясь перехватить вторгающихся из сопредельных стран партизан, Fuzileiros даже укомплектовали небольшой патрульный корабль на озере Ньяса. ВМС также использовали португальские гражданские круизные суда в качестве военных, а также подготовили персонал португальского торгового флота для перевозки солдат, морпехов и военных припасов.
В Заморской войне также использовались иррегулярные силы. К ним относятся Флешас (Flechas), Фиас (Fiéis) — бывшие катангские жандармы и Лейаш — бывшие замбийские военные, бежавшие в Анголу после провала попытки переворота 1965 года.
Местные негритянские солдаты нанимались в Африке португальской колониальной администрацией с XVI века. Португалия использовала регулярные местные войска (companhias indigenas) в своей колониальной армии с начала XIX века. После 1961 года, с началом колониальных войн на заморских территориях, Португалия начала включать негров в смешанные подразделения в рамках военных мер в Анголе, Португалии и Мозамбике на основе концепций многорасовости и сохранения империи. Участие чёрных африканцев на стороне Португалии варьировалось от маргинальных ролей в качестве рабочих и информаторов до участия в высококвалифицированных боевых подразделениях, таких как Флешас. По мере развития войны увеличилось участие негров в противопартизанских войсках; накануне военного переворота 25 апреля 1974 года негры составляли более 50 процентов личного состава португальских войск, сражающихся в Африке.
С 1961 года до конца колониальной войны медсёстры-парашютистки, получившие прозвище «Мариас» (Marias), были женщинами, которые служили португальским вооружённым силам, развёртывались в опасных боевых зонах португальской Африки для проведения спасательных операций.
В течение всей войны Португалия вынуждена была бороться с растущим несогласием всего мира, эмбарго на поставки оружия и другими карательными санкциями, введёнными большинством международного сообщества. Позднее были включены санкции, введённые ООН, Движением неприсоединения, а также многочисленные бойкоты и протесты, проводимые как зарубежными, так и внутриполитическими организациями, такими как Португальская коммунистическая партия. Ближе к концу конфликта, отчёт священника-полемиста Адриана Гастингса (Adrian Hastings), обвиняющий в зверствах и военных преступлениях португальских военных, был напечатан за неделю до того, как португальский премьер-министр Марселу Каэтану должен был посетить Великобританию, чтобы отпраздновать 600-летие англо-португальского альянса в 1973 году. Возрастающая изоляция Португалии после обвинений Гастингса, часто упоминалась как фактор, который помог осуществить «Революцию гвоздик» в Лиссабоне, свергнувшую режим Каэтану в 1974 году, завершив тем самым португальские африканские противоповстанчские кампании и вызвав быстрый крах Португальской империи.

### Герилья

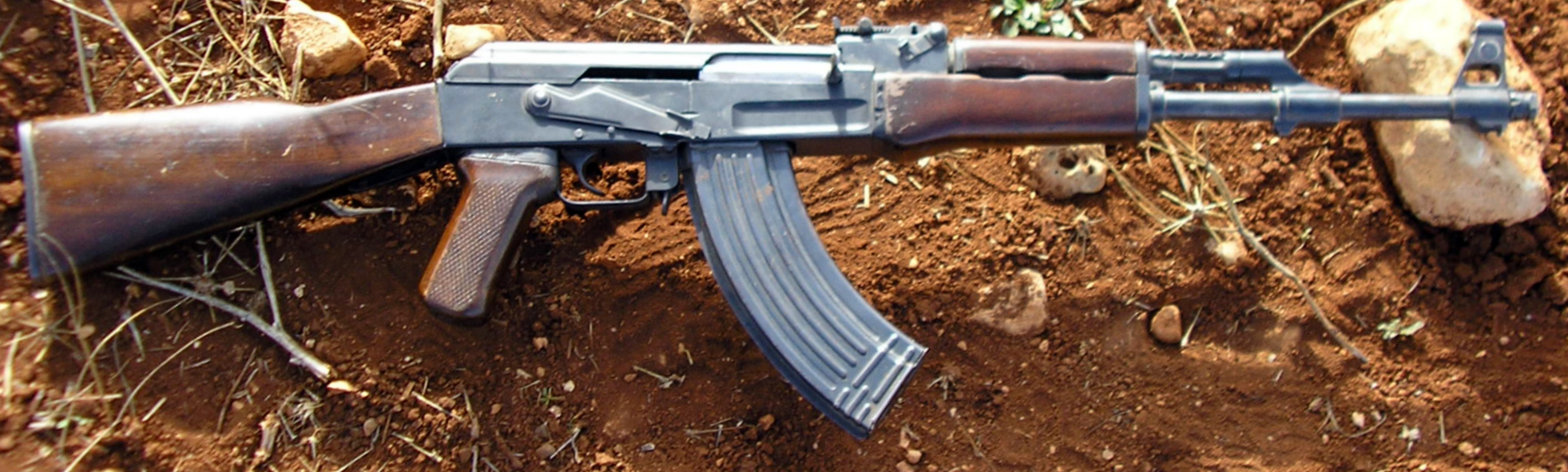
Автомат Калашникова.

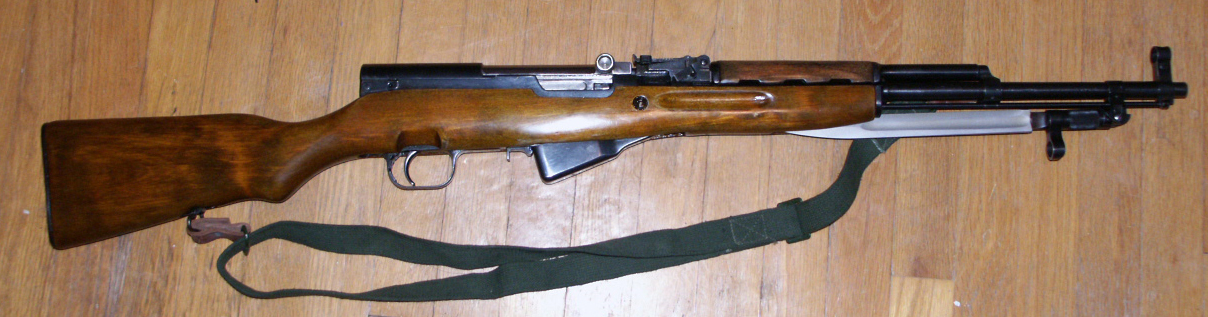
СКС.

Вооружение повстанческих групп поступало главным образом из Советского Союза, Китая, Кубы, Восточной Европы. Тем не менее, они также использовали стрелковое оружие производства США (например, пистолет-пулемёт .45 M1 Thompson) вместе с британским, французским и немецким оружием они поставлялись из соседних стран, сочувствующих мятежу. Большинство партизан использовало пехотное оружие советского происхождения: Винтовку Мосина, карабин СКС и, самое главное, Автомат Калашникова (АК-47). Силы повстанцев также широко использовали пулемёты для засад и позиционной защиты.
Используемое автоматическое оружие включало ручные пулемёты ДП, РПД (наиболее широко используемый), единый пулемёт Mauser MG 34, крупнокалиберный ДШК и станковые пулемёты СГ-43, пистолет-пулемёты ППШ и ППС, Sa vz. 23, Sterling L2, MP 40, MAT-49. Вспомогательное оружие включало миномёты, безоткатные орудия и, в частности, ручные противотанковые гранатомёты советского производства: РПГ-2 и РПГ-7. Также использовалось оружие ПВО, в особенности организациями PAIGC и ФРЕЛИМО. Чаще всего использовалась зенитные пулемётные установки ЗПУ-1/2/4 на базе КПВ, но наиболее эффективным средством был переносной зенитный ракетный комплекс «Стрела-2», впервые применённый партизанскими силами в Португальской Гвинее в 1973 году и в Мозамбике в следующем году советскими специалистами.
Многие винтовки АК-47 и такие варианты были высоко оценены многими португальскими солдатами, поскольку они были более мобильными, чем m/961 (G3), позволяя пользователю доставлять бо́льший объём автоматического огня на более близких расстояниях. Вес боекомплекта АК-47 также был легче. Средний ангольский или мозамбикский повстанец мог легко переносить 150 патронов 7,62 × 39 мм (пять 30-зарядных магазинов) во время операций в буше, которые по массе соответствовали 100 патронам 7,62 × 51 мм НАТО (пять 20-зарядных магазинов), которые обычно перевозились португальским пехотинцем при патрулировании. Хотя распространенный миф утверждает, что португальские солдаты использовали захваченное оружие типа АК-47, это справедливо только для нескольких элитных подразделений для специальных миссий. Как и войска США во Вьетнаме, трудности с поставками боеприпасов и вероятность быть принятым за повстанца обычно препятствовали их использованию.
Мины и мины-ловушки были одним из основных видов оружия, используемого повстанцами против португальских механизированных сил, которые имели преимущество, когда обычно патрулировали, главным образом, грунтовые дороги своих территорий с использованием автомашин и бронеавтомобилей. Чтобы противостоять минной угрозе, португальские сапёры приступили к выполнению геркулесовой задачи по разминированию сельской сети дорог. Разминирование совершалось не только миноискателями, но и путём использования обученных солдат (пикадоров), идущих с длинными зондами для обнаружения неметаллических мин.
Партизаны во всех различных революционных движениях использовали различные мины, часто сочетая противотанковые и противопехотные мины, в засадах на португальские формирования с разрушительными результатами. Обычная тактика заключалась в том, чтобы высаживать большие противотанковые мины на проезжей части, окаймленные явным покрытием, такие как оросительная канава, а затем высевать канаву противопехотными минами. Детонация противотанковых мин могла привести к тому, что португальские войска будут покидать свой транспорт и искать прикрытие в канаве, где противопехотные мины могут вызвать дальнейшие потери.
Когда повстанцы планировали открыто противостоять португальцам, то расставлялись один/два станковых пулемёта для покрытия огнём канавы и других вероятных мест появления противника. Другие используемые мины включали ПМН («Чёрная Вдова»), ТМ-46 и ПОМЗ-2. Были использованы даже амфибийные мины, такие как ПДМ, а также многочисленные самодельные противопехотные фугасы из древесных материалов и другие неметаллические взрывные устройства. Результатом операций по минированию, помимо причинения прямого материального ущерба, стал подрыв мобильности португальских войск, которым приходилось отвлекать людей и материальные средства от операций по обеспечению безопасности и наступательных операций на конвои и операции по разминированию.
В целом, PAIGC в Гвинее был лучшим в плане вооруженности, обученности и управлению среди всех партизанских движений Португальской Африки. К 1970 году оно даже отправляло людей на подготовку в Советский Союз, для обучения пилотированию МиГ-15 и управлению советскими десантными кораблями и бронетехникой.